# Liste der Bodendenkmäler in Taufkirchen (Vils)
Auf dieser Seite sind die Bodendenkmäler in der oberbayerischen Gemeinde Taufkirchen zusammengestellt. Diese Tabelle ist eine Teilliste der Liste der Bodendenkmäler in Bayern. Grundlage ist die Bayerische Denkmalliste, die auf Basis des Bayerischen Denkmalschutzgesetzes vom 1. Oktober 1973 erstmals erstellt wurde und seither durch das Bayerische Landesamt für Denkmalpflege geführt wird. Die folgenden Angaben ersetzen nicht die rechtsverbindliche Auskunft der Denkmalschutzbehörde.

## Bodendenkmäler der Gemeinde Taufkirchen

### Bodendenkmäler in der Gemarkung Eibach
| Lage              | Objekt | Akten-Nr.     | Bild |
| ----------------- | --- | ------------- | ---- |
| Eibach (Standort) | Untertägige frühneuzeitliche Befunde im Bereich der Katholischen Filialkirche St. Leonhard in Kienraching und ihres Vorgängerbaus. Siehe auch: St. Leonhard (Kienraching) | D-1-7638-0183 |      |
| Eibach (Standort) | Ringwall vor- und frühgeschichtlicher Zeitstellung. | D-1-7639-0006 |      |

### Bodendenkmäler in der Gemarkung Gebensbach
| Lage                  | Objekt | Akten-Nr.     | Bild |
| --------------------- | --- | ------------- | ---- |
| Gebensbach (Standort) | Untertägige spätmittelalterliche und frühneuzeitliche Befunde im Bereich der Katholischen Pfarrkirche St. Ulrich in Gebensbach. Siehe auch: St. Ulrich (Gebensbach) | D-1-7639-1032 |      |
| Gebensbach (Standort) | Abgegangenes Schloss des späten Mittelalters und der frühen Neuzeit (Sitz Winkl).                                                                                   | D-1-7639-1033 |      |

### Bodendenkmäler in der Gemarkung Hofkirchen
| Lage                  | Objekt | Akten-Nr.     | Bild |
| --------------------- | --- | ------------- | ---- |
| Hofkirchen (Standort) | Viereckschanze der späten Latènezeit. | D-1-7638-0018 |      |
| Hofkirchen (Standort) | Verebneter Turmhügel des hohen Mittelalters (Kugelberg). | D-1-7638-0039 |      |
| Hofkirchen (Standort) | Burgstall des hohen oder späten Mittelalters. | D-1-7638-0141 |      |
| Hofkirchen (Standort) | Untertägige spätmittelalterliche und frühneuzeitliche Befunde im Bereich der Katholischen Pfarrkirche Mariae Geburt in Unterhofkirchen. Siehe auch: Mariä Geburt (Unterhofkirchen)                          | D-1-7638-0163 |      |
| Hofkirchen (Standort) | Untertägige mittelalterliche und frühneuzeitliche Befunde im Bereich der Katholischen Filialkirche St. Martin in Angerskirchen und ihrer Vorgängerbauten. Siehe auch: St. Martin (Angerskirchen)            | D-1-7638-0165 |      |
| Hofkirchen (Standort) | Untertägige spätmittelalterliche und frühneuzeitliche Befunde im Bereich der Katholischen Filialkirche St. Ulrich in Blainthal. Siehe auch: St. Ulrich (Blainthal)                                          | D-1-7638-0169 |      |
| Hofkirchen (Standort) | Untertägige spätmittelalterliche und frühneuzeitliche Befunde im Bereich der Katholischen Filialkirche St. Valentin in Großköchlham. Siehe auch: St. Valentin (Großköchlham)                                | D-1-7638-0171 |      |
| Hofkirchen (Standort) | Untertägige mittelalterliche und frühneuzeitliche Befunde im Bereich der Katholischen Expositurkirche St. Bartholomäus in Hörgersdorf und ihrer Vorgängerbauten. Siehe auch: St. Bartholomäus (Hörgersdorf) | D-1-7638-0174 |      |
| Hofkirchen (Standort) | Untertägige frühneuzeitliche Befunde im Bereich der Katholischen Filialkirche St. Petrus in Tegernbach und ihres Vorgängerbaus. Siehe auch: St. Petrus (Tegernbach)                                         | D-1-7638-0177 |      |
| Hofkirchen (Standort) | Untertägige spätmittelalterliche und frühneuzeitliche Befunde im Bereich des ehemaligen Schlosses Permering. Siehe auch: Edelsitz Permering                                                                 | D-1-7638-0207 |      |
| Hofkirchen (Standort) | Grabhügel vorgeschichtlicher Zeitstellung. | D-1-7638-0209 |      |

### Bodendenkmäler in der Gemarkung Hubenstein
| Lage                  | Objekt                                                                  | Akten-Nr.     | Bild |
| --------------------- | ----------------------------------------------------------------------- | ------------- | ---- |
| Hubenstein (Standort) | Burgstall des Mittelalters und der frühen Neuzeit (Schloss Hubenstein). | D-1-7639-1062 |      |

### Bodendenkmäler in der Gemarkung Inning a.Holz
| Lage                     | Objekt                                     | Akten-Nr.     | Bild |
| ------------------------ | ------------------------------------------ | ------------- | ---- |
| Inning a.Holz (Standort) | Grabhügel vorgeschichtlicher Zeitstellung. | D-1-7638-0016 |      |

### Bodendenkmäler in der Gemarkung Moosen (Vils)
| Lage                     | Objekt | Akten-Nr.     | Bild |
| ------------------------ | --- | ------------- | ---- |
| Moosen (Vils) (Standort) | Untertägige spätmittelalterliche und frühneuzeitliche Befunde im Bereich der Katholischen Filialkirche St. Johannes der Täufer in Johannrettenbach und ihres Vorgängerbaus. Siehe auch: St. Johannes der Täufer (Johannrettenbach) | D-1-7638-0180 |      |
| Moosen (Vils) (Standort) | Untertägige mittelalterliche und frühneuzeitliche Befunde im Bereich der Katholischen Pfarrkirche St. Stephanus in Moosen (Vils) und ihrer Vorgängerbauten.                                                                        | D-1-7639-1024 |      |
| Moosen (Vils) (Standort) | Untertägige spätmittelalterliche und frühneuzeitliche Befunde im Bereich der Katholischen Filialkirche St. Maria in Maiselsberg. Siehe auch: St. Maria (Maiselsberg)                                                               | D-1-7639-1026 |      |
| Moosen (Vils) (Standort) | Abgegangenes Hofmarkschloss des späten Mittelalters und der frühen Neuzeit (Schloss Jettenstetten). | D-1-7639-1027 |      |
| Moosen (Vils) (Standort) | Untertägige mittelalterliche und frühneuzeitliche Befunde im Bereich der Katholischen Filialkirche St. Margaretha in Jettenstetten und ihrer Vorgängerbauten. Siehe auch: St. Margaretha (Jettenstetten)                           | D-1-7639-1028 |      |

### Bodendenkmäler in der Gemarkung Taufkirchen (Vils)
| Lage                          | Objekt | Akten-Nr.     | Bild |
| ----------------------------- | --- | ------------- | ---- |
| Taufkirchen (Vils) (Standort) | Verebnete Grabhügel vorgeschichtlicher Zeitstellung. | D-1-7638-0017 |      |
| Taufkirchen (Vils) (Standort) | Grabhügel vorgeschichtlicher Zeitstellung. | D-1-7638-0021 |      |
| Taufkirchen (Vils) (Standort) | Burgstall des hohen und späten Mittelalters. | D-1-7638-0027 |      |
| Taufkirchen (Vils) (Standort) | Verebneter Niederungsburgstall des hohen oder späten Mittelalters. | D-1-7638-0031 |      |
| Taufkirchen (Vils) (Standort) | Burgstall des hohen Mittelalters (Frauenvils). | D-1-7638-0034 |      |
| Taufkirchen (Vils) (Standort) | Siedlung vor- und frühgeschichtlicher Zeitstellung. | D-1-7638-0035 |      |
| Taufkirchen (Vils) (Standort) | Villa rustica der römischen Kaiserzeit oder Wüstung des Mittelalters und der frühen Neuzeit. | D-1-7638-0043 |      |
| Taufkirchen (Vils) (Standort) | Siedlung vor- und frühgeschichtlicher Zeitstellung. | D-1-7638-0138 |      |
| Taufkirchen (Vils) (Standort) | Siedlung vor- und frühgeschichtlicher Zeitstellung. | D-1-7638-0139 |      |
| Taufkirchen (Vils) (Standort) | Siedlung vor- und frühgeschichtlicher Zeitstellung. | D-1-7638-0140 |      |
| Taufkirchen (Vils) (Standort) | Untertägige mittelalterliche und frühneuzeitliche Befunde im Bereich von Schloss Taufkirchen (Vils) und seiner Vorgängerbauten mit Wirtschaftshof, abgegangener Mühle und ehemalige barocker Gartenanlage. Siehe auch: Wasserschloss Taufkirchen | D-1-7638-0143 |      |
| Taufkirchen (Vils) (Standort) | Untertägige mittelalterliche und frühneuzeitliche Befunde im Bereich der Katholischen Pfarrkirche St. Pauli Bekehrung in Taufkirchen (Vils) und ihrer Vorgängerbauten mit aufgelassenem Friedhof.                                                | D-1-7638-0144 |      |
| Taufkirchen (Vils) (Standort) | Untertägige mittelalterliche und frühneuzeitliche Befunde im Bereich der Katholischen Filialkirche St. Maria in Frauenvils und ihrer Vorgängerbauten mit aufgelassenem Friedhof. Siehe auch: St. Maria (Frauenvils)                              | D-1-7638-0146 |      |
| Taufkirchen (Vils) (Standort) | Untertägige spätmittelalterliche und frühneuzeitliche Befunde im Bereich der Katholischen Filialkirche St. Helena in Breitenweiher. Siehe auch: St. Helena (Breitenweiher)                                                                       | D-1-7638-0148 |      |
| Taufkirchen (Vils) (Standort) | Abgegangene Kirche des späten Mittelalters und der frühen Neuzeit (St. Pankratius). | D-1-7638-0154 |      |

### Bodendenkmäler in der Gemarkung Wambach
| Lage               | Objekt | Akten-Nr.     | Bild |
| ------------------ | --- | ------------- | ---- |
| Wambach (Standort) | Verebneter Grabhügel der vorgeschichtlicher Zeitstellung. | D-1-7638-0046 |      |
| Wambach (Standort) | Untertägige spätmittelalterliche und frühneuzeitliche Befunde im Bereich der Katholischen Filialkirche St. Nikolaus in Geislbach. Siehe auch: St. Nikolaus (Geislbach)                    | D-1-7638-0160 |      |
| Wambach (Standort) | Untertägige mittelalterliche und frühneuzeitliche Befunde im Bereich der Katholischen Pfarrkirche St. Lampertus in Wambach und ihrer Vorgängerbauten. Siehe auch: St. Lampertus (Wambach) | D-1-7639-1019 |      |